# Harhorin
Harhorin (in mongolo Хархорин), traslitterato anche Kharkhorin e Charchorin, è una città della Mongolia nella provincia del Ôvôrhangaj. Si trova nel distretto (sum) di Harhorin, a un'altitudine di 1.463 m s.l.m., circa 320 km ad ovest di Ulan Bator. Nel 2003 la città aveva una popolazione stimata di 8.977 abitanti, mentre la stima per l'intero distretto era di 13.496 abitanti.
Harhorin si trova nella valle dell'Orhon e nelle sue vicinanze si trovano gli scavi dell'antica Karakorum, capitale dell'impero mongolo fondata da Ôgôôdėj khan e il monastero di Erdene Zuu.